# Ситигруп-центр
Ситигруп-центр (англ. Citigroup Center, ранее Citicorp Center) — небоскрёб, находящийся в городе Нью-Йорк, США. Здание 601 Lexington Avenue (официальное название с 2009 года) было построено в 1977 году по плану архитектора . Оно расположено на восточной окраине Мидтауна на Lexington Avenue — угол East 53rd Street. Высота сооружения составляет 279 м, количество этажей — 59.

## История строительства
Небоскрёб строился на небольшом земельном участке, часть которого занимала церковь Святого Петра, построенная в 1862 году. Было достигнуто соглашение, что эта церковь может быть снесена, но на ее месте должна быть построена новая. Поэтому было решено поднять здание на 30-метровые опоры, под которыми и построили новую церковь. Была разработана система несущих треугольных стропил-шевронов, которые принимали на себя основной вес строения. Здание держится на центральном стержне и четырех колоннах, в которых располагаются лифты и лестницы; стальная структура здания делится на шесть секций по восемь этажей, каждая из них состоит из вертикальных колонн, соотносящихся с пилоном и V-образными горизонтальными и диагональными фермами. В здании были установлены новые для того времени энергосберегающие отопительные и осветительные системы и двухуровневые лифты. 

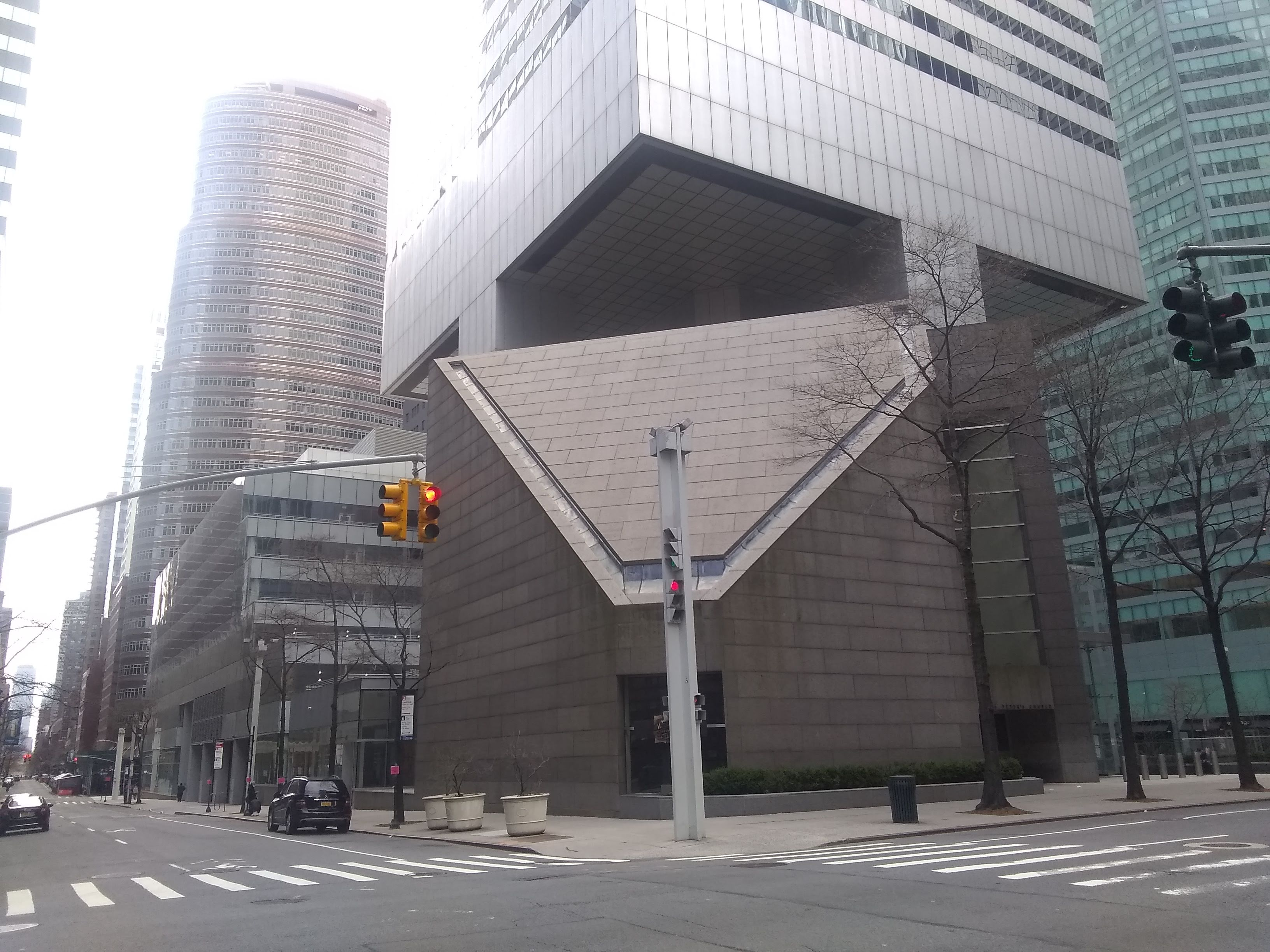
Церковь Святого Петра под небоскрёбом

На крыше небоскреба был установлен инерционный демпфер — 440-тонный бетонный блок, соединенный с компьютером, который двигается при усилении ветра и глушит вызванные колебания всей конструкции.
Вскоре после постройки здания, в 1978 году, студентка Принстонского университета Диана Хартли нашла ошибку в расчетах, которая могла привести к обрушению небоскрёба при сильном ветре.
В срочном порядке были проведены укрепительные мероприятия, которые включали замену свыше 200 болтовых соединений на сварные швы.